# Emmi Kolehmainen
Emmi Kolehmainen (...) è una giocatrice di football americano finlandese, che gioca come quarterback per le Tampere Saints..